# Кущинцы
Ку́щинцы (укр. Кущинці) — село на Украине, находится в Гайсинском районе Винницкой области.
Код КОАТУУ — 0520883803. Население по переписи 2001 года составляет 580 человек. Почтовый индекс — 23753. Телефонный код — 4334.
Занимает площадь 1,326 км².

## Известные уроженцы
- Евдокия Зуиха (1855—1935) — украинская и советская народная певица, фольклористка.

## Адрес местного совета
23753, Винницкая область, Гайсинский р-н, с.Кущинцы, ул.Ленина, 31